# Curiúva
Curiúva ist ein brasilianisches Munizip im Inneren des Bundesstaats Paraná. Es hat 13.647 Einwohner (2022), die sich Curiuvenser nennen. Seine Fläche beträgt 576 km². Es liegt 764 Meter über dem Meeresspiegel.

## Etymologie
Der Name kommt aus dem Tupi. Er bedeutet: Curi = Pinie, und Iwa (uba) = viel. Curiúva bedeutet somit Pinienwald.
Bei der Gründung der neuen Siedlung wurde der Ort nach dem gleichnamigen Gebirgszug Caetê genannt. Dieser Tupi-Begriff bedeutet jungfräulicher Wald oder einfach Urwald. Die Änderung zum heutigen Namen erfolgte mit dem Gesetzesdekret Nr. 199 vom 30. Dezember 1943.

## Geschichte

### Besiedlung
Die ersten Besiedler des Gebiets von Curiúva waren Antonio Cunha und Fortunato Rodrigues Jardim, die als Besitzer eines großen Grundstücks in dieser Gegend ein Dorf gründeten, das den Namen Caetê erhielt.

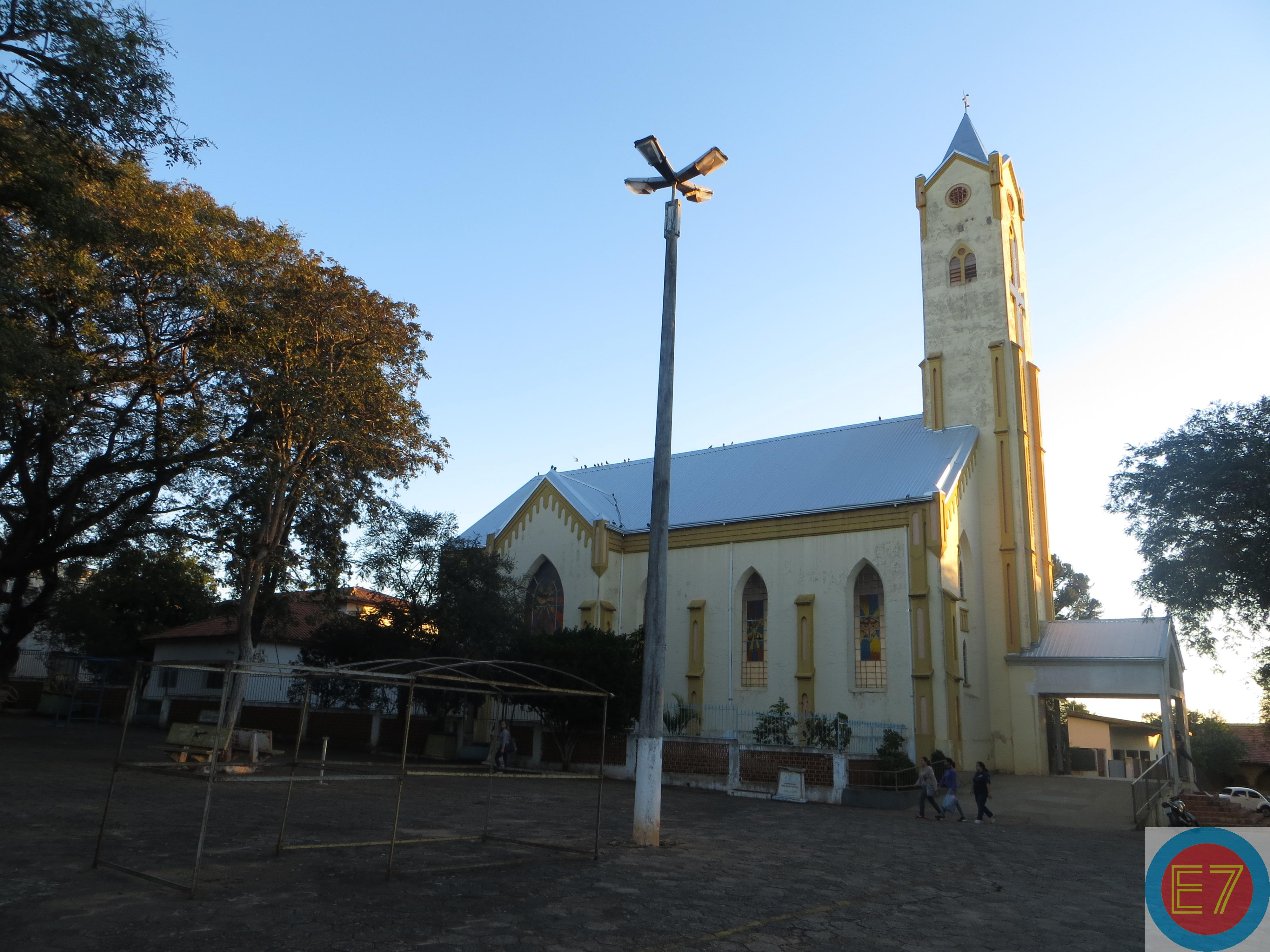
Hauptkirche von Curiúva

Per Staatsdekret wurde im Dezember 1912 ein Polizeidistrikt mit Sitz im Dorf Caetê im Munizip Tibagi eingerichtet.
Im Jahr 1938 wurde Caetê vom Munizip Tibagi in das Munizip São Jerônimo (heute São Jerônimo da Serra) verlegt und zum Verwaltungs- und Gerichtsbezirk erhoben. 
1945 änderte Curiúva erneut seine politische Zugehörigkeit, als es Teil des Munizips Congonhinhas wurde.

### Erhebung zum Munizip
Curiúva wurde durch das Staatsgesetz Nr. 2 vom 10. Oktober 1947 aus Congonhinhas ausgegliedert und in den Rang eines Munizips erhoben. Es wurde am 26. Dezember 1947 als Munizip installiert.

## Geografie

### Fläche und Lage
Curiúva liegt auf dem Segundo Planalto Paranaense (der Zweiten oder Ponta-Grossa-Hochebene von Paraná). Seine Fläche beträgt 576 km². Es liegt auf einer Höhe von 764 Metern.

### Vegetation
Das Biom von Curiúva ist Mata Atlântica.

### Klima
Das Klima ist gemäßigt warm. Es werden hohe Niederschlagsmengen verzeichnet (1624 mm pro Jahr). Im Jahresdurchschnitt liegt die Temperatur bei 19,5 °C. Die Klimaklassifikation nach Köppen und Geiger lautet Cfa.

### Gewässer
Curiúva liegt im Einzugsgebiet des Rio Tibaji und des Rio das Cinzas. Der rechte Tibaji-Nebenfluss Rio das Antas verläuft auf der südlichen Munizipgrenze. Die nördliche Grenze wird vom Rio Lajeado Liso mit seinem linken Zufluss Ribeirão Barra Grande gebildet. 
Zum Rio das Cinzas fließt auf der nordöstlichen Grenze des Munizips der Rio Laranjinha. Dessen linker Nebenfluss Rio Preto mit seinem linken Zufluss Rio do Engano und dessen rechtem Zufluss Ribeirao Passo do Pedroso markieren die östliche Grenze des Munizips. 

### Straßen
Curiúva liegt an der PR-090 zwischen São Jerônimo da Serra und Ventania. Bei der PR-090 handelt es sich um die Estrada do Cerne, die 1940 fertiggestellt wurde und bis zum Bau der Rodovia do Café Anfang der 1960er Jahre die einzige Straßenverbindung von Nordparaná zum Ausfuhrhafen Paranaguá darstellte. Über die PR-160 kommt man im Südwesten nach Telêmaco Borba und nach Figueira im Norden.

### Nachbarmunizipien
| Sapopema   | Figueira                                    | Ibaiti   |
| Ortigueira | Kompassrose, die auf Nachbargemeinden zeigt |          |
|            | Telêmaco Borba                              | Ventania |

## Stadtverwaltung

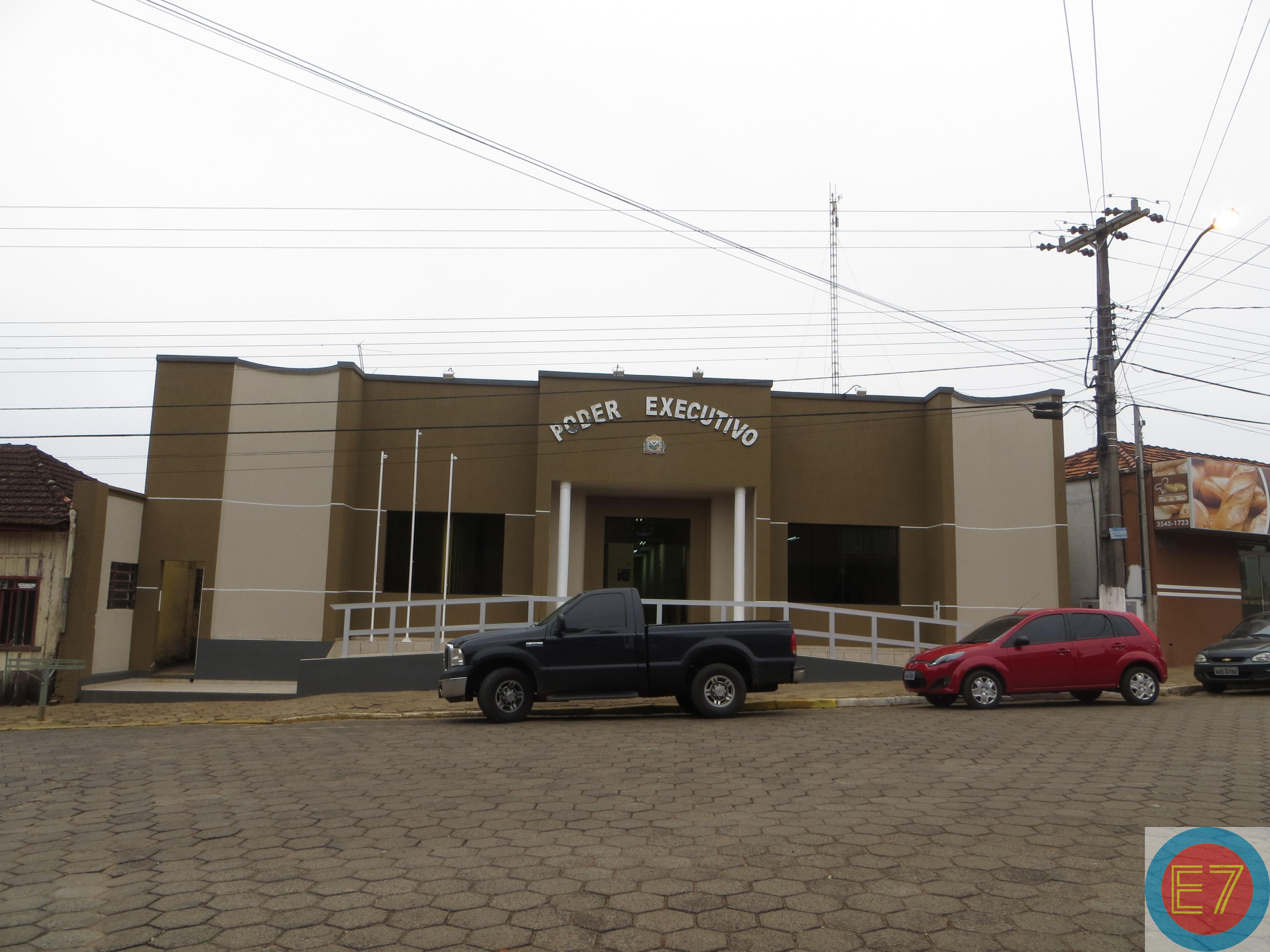
Prefeitura Municipal von Curiúva

Bürgermeister: Nato Nael Moura dos Santos, PSD (2021–2024)
Vizebürgermeister: Luiz Vantuil Ajuz, PSD (2021–2024)

## Demografie

### Bevölkerungsentwicklung
| Jahr | Einwohner | Stadt | Land |
| ---- | --------- | ----- | ---- |
| 1950 | 11.538    | 6 %   | 94 % |
| 1960 | 16.075    | 9 %   | 91 % |
| 1970 | 17.724    | 8 %   | 92 % |
| 1980 | 19.660    | 26 %  | 74 % |
| 1991 | 10.503    | 38 %  | 62 % |
| 2000 | 12.904    | 54 %  | 46 % |
| 2010 | 13.923    | 69 %  | 31 % |
| 2022 | 13.647    |       |      |

Quelle: IBGE (2011) und Volkszählung 2022

### thnische Zusammensetzung
| Gruppe * | 1991    | 2000    | 2010    | wer sich als …                                                                   |
| --- | ------- | ------- | ------- | -------------------------------------------------------------------------------- |
| Weiße | 87,6 %  | 77,6 %  | 66,0 %  | weiß bezeichnet                                                                  |
| Schwarze | 4,4 %   | 4,7 %   | 3,9 %   | schwarz bezeichnet                                                               |
| Gelbe | 0,1 %   | 0,4 %   | 0,7 %   | von fernöstlicher Herkunft wie japanisch, chinesisch, koreanisch etc. bezeichnet |
| Braune | 7,8 %   | 17,1 %  | 29,4 %  | braun oder als Mischung aus mehreren Gruppen bezeichnet                          |
| Indigene | 0,0 %   | 0,2 %   | 0,0 %   | Ureinwohner oder Indio bezeichnet                                                |
| ohne Angabe | 0,0 %   | 0,1 %   | 0,0 %   |                                                                                  |
| Gesamt | 100,0 % | 100,0 % | 100,0 % |                                                                                  |
| *) Das IBGE verwendet für Volkszählungen ausschließlich diese fünf Gruppen. Es verzichtet bewusst auf Erläuterungen. Die Zugehörigkeit wird vom Einwohner selbst festgelegt. |         |         |         |                                                                                  |

Quelle: IBGE (Stand: 1991, 2000 und 2010)

## Wirtschaft

### Kennzahlen
Mit einem Bruttoinlandsprodukt pro Einwohner von 14.767,70 R$ (rund 3.300 €) lag Curiúva 2019 an 393. Stelle der 399 Munizipien Paranás.
Sein mittelhoher Index der menschlichen Entwicklung von 0,656 (2010) setzte es auf den 348. Platz der paranaischen Munizipien.